# Piper hymenophyllum
Piper hymenophyllum är en pepparväxtart som beskrevs av Friedrich Anton Wilhelm Miquel. Piper hymenophyllum ingår i släktet Piper och familjen pepparväxter. Inga underarter finns listade i Catalogue of Life.